# De Marne
53°22′B 6°20′Đ / 53,367°B 6,333°Đ
De Marne là một đô thị tại tỉnh Groningen, đông bắc Hà Lan. Đô thị này có diện tích 240 ki-lô-mét vuông, dân số 11.000 người.

## Các trung tâm dân cư
Broek, Eenrum, Hornhuizen, Houwerzijl, Kleine Huisjes, Kloosterburen, Kruisweg, Lauwersoog, Leens, Mensingeweer, Molenrij, Niekerk, Pieterburen, Schouwerzijl, Ulrum, Vierhuizen, Warfhuizen, Wehe-den Hoorn, Westernieland, Zoutkamp, Zuurdijk.
Đô thị De Marne nằm ở tây nam của tỉnh Groningen, giáp Biển Wadden. Đô thị này có 21 làng.
De Marne chủ yếu là một vùng nông nghiệp trồng trọt và chăn nuôi. Ngư nghiệp cũng là ngành quan trọng.